# Vakö myr (Skåne)
Vakö myr är ett naturreservat i Osby kommun i Skåne län, som är naturskyddat sedan 2013 och är 216 hektar stort. 
Vakö myr är också namnet på hela den stora högmosse, som ligger över gränsen mellan Skåne och Småland. Den ligger i både Osby kommun och Älmhults kommun och har i sin helhet en areal på ungefär 13 kvadratkilometer. Mossen består av tre naturreservat: Vakö myr (Skåne), Vakö myr (Småland) och Tyringemossen.